# Поднівка
Поднівка (біл. вёска Паднеўка) — село в складі Борисовського району Мінської області, Білорусь. Село належало Метченській сільській раді, розташоване в східній частині області.